# 坦噶尼喀花生計劃
坦噶尼喀花生計劃，是英國政府嘗試在坦噶尼喀（今属坦桑尼亞）種植花生的失敗企圖。在第二次世界大戰後，由首相艾德禮執政時推行。該項目因成本不菲終於在1951年被遺棄。
事實上，該地區的地形和降雨完全不適宜種植花生，以及項目的最終成本和失敗，導致該計劃普遍被視為是殖民非洲後期政治失敗的象徵。

## 目標
1946年，聯合利華的子公司聯合非洲公司負責人弗蘭克·塞繆爾（Frank Samuel）提出了在英國託管下的坦噶尼克（現坦桑尼亞大陸）培養花生生產植物油的想法。英國在第二次世界大戰後仍然短缺烹飪的脂肪。他在英國政府接觸時提出他的建議。
1946年4月，英國政府授權訪問合適的地點。該團隊由坦噶尼喀前農業總監約翰·韋克菲爾德率領。經過三個月的訪問，該團隊的報告對該計劃樂觀，韋克菲爾德認為，坦噶尼喀顯然貧瘠的土地可用西方的設備解決，食品部長John Strachey領導的政府最近在六年內最終批出2500萬英鎊種植了15萬公頃（607平方公里）的灌木叢。他們開始招募“花生陸軍”人員，十萬名自願參加的前士兵。選擇種植的第一個地點是在坦噶尼喀市中心的Kongwa，當地人已經栽培了花生。

## 栽種
第一個問題是缺乏重型設備來清理耕地。最終，項目經理從加拿大發現了一些合適的拖拉機和推土機，並從菲律賓購買了美國的陸軍拖拉機。
接下來，設備必須使用唯一可用的運輸 - 帶有蒸汽機的單軌鐵路火車從達累斯薩拉姆港運往內陸地點。不幸的是，突然洪水湧入了Kinyansungwe河把鐵路甩了下來，留下了一條土路作為唯一的交通工具。非洲工人罷工，英國先遣隊只剩下一名廚師，他們決定和當地的獵人喬治·雀巢（George Nestle）定居在薩加拉。 
在這個階段，英國調查隊最後決定測試土地。儘管有大量的粘土，但他們認為它是合適的。管理人員搬到了Kongwa的現場，開始建一個村莊，配有預製建築。但附近沒有合適的水源。當英國人開始將設備從達累斯薩拉姆的土路上轉移到現場時，他們穿過了魯夫河，遇到了大量危險的野生動物，包括獅子和鱷魚。 拖拉機計劃於1947年2月到達，但到四月份只有16架小型拖拉機到達該地。他們不完全適合清理當地的叢林和竹子。事實上當地的大型猴麵包樹有蜂巢也很難消除，一些工人因被蜜蜂針傷而送醫，在其他場合，工人不得不面對憤怒的大象和犀牛。
該地雖遠離易受污染的水源卻造成更多問題。水必須被送進並倒入混凝土水池中。儘管歐洲工人的抗議活動，當地人堅持使用它進行游泳。
最終，當地的經理決定培訓本地工作人員。熱心但沒有經驗的司機使很多拖拉機失事。當殖民地辦公室派出兩名男子幫助當地人組成自己的工會時，當地人決定罷工支持達累斯薩拉姆的碼頭工人的更好的工資和更多的食物的要求。工人工資上漲也促成了當地的通貨膨脹，村民們沒有找到足夠的糧食。
當雨季到來時，一些工廠和商店被洪水淹沒。蝎子的數量也增加了。之後，炎熱的季節將黏土泥變成堅硬的表面，使得耕作非常困難。

## 接管和鐵路建設
1948年2月，該項目成為新成立的海外食品公司的責任。他們派了一位新的領導人德斯蒙德·哈里森少將到現場。他馬上試圖灌輸軍事紀律，這並沒有讓他受苦。 最終集中在豐富的文書工作上。年底晚些時候，他因高血壓回家休養。
1949年，南部鐵路建成運輸作物。原來的150,000英畝（607平方公里）的種植目標逐漸減少到5萬英畝（202平方公里）。兩年後，只收穫了2000噸花生。後來在這個項目中，花生陸軍試圖轉向種植越來越多的向日葵，但是大幅度的干旱破壞了作物。政府於1951年1月取消了這個項目。這些年來的總成本已經上升到4,900萬英鎊，土地已經被破壞了，造成了不可用的灰塵地。